# Encyrtoalces huemul
Encyrtoalces huemul är en stekelart som beskrevs av De Santis 1985. Encyrtoalces huemul ingår i släktet Encyrtoalces och familjen sköldlussteklar. Inga underarter finns listade i Catalogue of Life.